# In the wake of the moon
In the wake of the moon is het negende studioalbum van de Zweedse muziekgroep Galleon. Galleon zette haar traditie in de neoprog voort met dit album, dat aansluit op vroeger werk. Na dit album werd het stil rond de band en ook het platenlabel Aerodynamics Records uit Enköping. 

## Musici
- Göran Fors – zang, basgitaar, baspedalen
- Ulf Hedlund Petterson – toetsinstrumenten, achtergrondzang
- Sven Larsson- gitaar, achtergrondzang
- Göran Johnsson – slagwerk, percussie, achtergrondzang

## Muziek
De muziek is van Galleon, de teksten van Göran, behalve War at home van Ulf 

| Nr. | Titel                                             | Duur |
| --- | ------------------------------------------------- | ---- |
| 1.  | Stages                                            | 7:13 |
| 2.  | Wallflower                                        | 6;18 |
| 3.  | Childs play                                       | 7:38 |
| 4.  | In the wake of the moon                           | 6:32 |
| 5.  | War at home (A. Woodland creatures, B. Aftermath) | 9:53 |
| 6.  | Over the hills and 3 feet under                   | 5:44 |
| 7.  | Mr. Murphy                                        | 5:29 |
| 8.  | Rain                                              | 8:53 |